# La promesa (novela de Damon Galgut)
La promesa es una novela de 2021 del novelista Damon Galgut, publicada por Umuzi, un sello de Penguin Random House South Africa. Fue publicada por Europa Editions en los EE. UU y por Chatto & Windus en el Reino Unido. Fue traducida por Celia Filipetto.
La novela fue galardonada con el Premio Booker 2021, lo que convierte a Galgut en el tercer sudafricano, luego de Nadine Gordimer y J. M. Coetzee, en ganar el Premio.

## Trama
La promesa es una saga familiar que abarca cuatro décadas, cada una de las cuales presenta una muerte en la familia. Se trata de la familia de afrikáner Swart y su granja ubicada en las afueras de Pretoria. Manie, su esposa Rachel y sus hijos Anton, Astrid y Amor son los integrantes de la familia.
Rachel muere en 1986, tras una larga enfermedad. Antes de fallecer, le expresa un último deseo a Manie de que su sirvienta negra, Salomé, obtenga la propiedad de la casa en la que reside en el predio de la familia. Esta promesa, escuchada por casualidad por la joven Amor, es hecha por Manie, pero luego afirma en el velatorio no recordar haberla hecho y no muestra intención de cumplirla.
En 1995, los hermanos se reúnen en la granja familiar después de que Manie sufriera una mordedura de serpiente fatal. Anton pasó 10 años viviendo un estilo de vida transitorio después de desertar del ejército en 1986, Astrid está casada y tiene mellizos y Amor vivió en Inglaterra durante varios años. El testamento no considera a Salomé, sino que hace a los tres copropietarios de la tierra. Anton regresa a la granja y le asegura a Amor que cumplirá la promesa.
Anton está en 2004 en un matrimonio sin amor con su novia de la infancia, Desirée, y está muy endeudado, mientras que Astrid está casada con su segundo marido y Amor trabaja como enfermera en una sala de VIH en Durban, donde vive con su pareja de hace tiempo. A pesar de las súplicas de Amor, la promesa no se ha cumplido y Astrid y Anton continúan resistiéndose. En secreto, Astrid ha estado teniendo una aventura con el socio comercial de su esposo y, luego de que un sacerdote le negara la penitencia durante la confesión, es asesinada durante un secuestro. Antes de su funeral, Amor hace un último llamado a Anton para que cumpla la promesa de su padre, pero cuando ella se niega a apoyar su plan de vender parte de la tierra en su granja, el asunto no se resuelve y Amor regresa a Durban, para no volver a ver a Anton.
En 2018 Anton se ha hundido en el alcoholismo y en una profunda depresión debido a su matrimonio fallido, la impotencia, el trauma por el asesinato de un civil en el ejército y la sensación de que ha desperdiciado su vida. Una noche, después de pelearse con Desirée en un estupor de borracho, se suicida. Amor, que ahora vive en Ciudad del Cabo después de haber dejado a su amiga y su trabajo en Durban, finalmente es informada de la muerte de Anton por Salomé. Ahora, siendo el único miembro sobreviviente de su familia, le regala la granja familiar ahora abandonada a Desirée, menos la casa de Salomé, a quien le transfiere legalmente la propiedad, cumpliendo finalmente la promesa de su padre. También le da a Salomé su parte de la herencia de su padre, que hasta ahora se había negado a tocar.

## Estilo y temas
El estilo y la narración modernistas de Galgut han sido comparados con la tradición de William Faulkner, Virginia Woolf y James Joyce. Jon Day de The Guardian caracterizó al narrador de la novela como ocupando "un espacio indistinto, a medio camino entre la primera y la tercera persona, pasando de un enfoque estricto en un solo personaje a una visión más penetrante e independiente, a menudo dentro de un solo párrafo. Hay mucho discurso indirecto libre y secciones escritas en algo que se aproxima a la corriente de conciencia de Joyce.» 
Las fallas morales de la familia Swart se han interpretado como una alegoría de la Sudáfrica posterior al apartheid y la promesa de los .nos blancos a los.nos negros. Jon Day escribió que "a medida que los miembros de la familia encuentran razones para negar o aplazar la herencia de Salomé, la promesa moral (el potencial o la expectativa) de la próxima generación de.nos y de la nación misma se muestra igual de comprometida. como la de sus padres".

## Recepción
The Promise recibió el premio Booker 2021. Galgut es el tercer escritor.no en ganar el Booker, después de Nadine Gordimer y JM Coetzee, que lo ha ganado dos veces. Galgut fue preseleccionado dos veces para el Premio: primero en 2003 por The Good Doctor y nuevamente en 2010 por In a Strange Room. La novela también fue preseleccionada para la Medalla Andrew Carnegie a la excelencia en ficción de 2022.
The Promise recibió críticas favorables, con una calificación acumulada de "Rave" en el sitio web del agregador de reseñas Book Marks, basado en 11 reseñas de libros de críticos literarios. En una crítica entusiasta para Harper's Magazine, Claire Messud llamó a Galgut un novelista "extraordinario", y escribió: "Al igual que otras novelas notables, es única en sí misma y más grande que la suma de sus partes. La promesa evoca cuando se llega a la página final, un profundo cambio interior que es casi físico. Esto, como una experiencia de arte, sucede rara vez y debe ser apreciado". James Wood de The New Yorker elogió la narración de Galgut y escribió: "Galgut es a la vez muy cercano a sus personajes problemáticos y algo irónicamente distante, como si la novela estuviera escrita en dos compases, rápido y lento, milagrosamente, esta distancia narrativa no aliena nuestra intimidad sino que emerge como una forma diferente de conocimiento.”
La promesa se incluyó en la lista " Big Jubilee Read " de 70 libros seleccionados por un panel de expertos, y anunciado por la BBC y The Reading Agency en abril de 2022, para celebrar el Jubileo de Platino de Isabel II en junio de 2022.